# HD107168
HD107168 — хімічно пекулярна зоря спектрального класу A6, що має видиму зоряну величину в смузі V приблизно  6,3.
Вона  розташована на відстані близько 285,4 світлових років від Сонця.

## Фізичні характеристики
Зоря HD107168 обертається 
порівняно повільно 
навколо своєї осі. Проєкція її екваторіальної швидкості на промінь зору становить  Vsin(i)= 23км/сек.